# Джурурей
Джурурей — це крихітне неконтактне індіанське плем'я чисельністю 8-10 осіб, що проживає у національному парку Pacaás Novos на корінній території Уру-Еу-Вау-Вау у штаті Рондонія, Бразилія. У 2005 році на територію племені напали лісоруби, які намагалися знищити плем'я. Невідомо, скільки племен було вбито в подальшому конфлікті. Коли представники Національного індіанського фонду побували у селищі джурурей, воно було занедбане, а хати — зруйновані.